# Chimarra uncata
Chimarra uncata är en nattsländeart som beskrevs av Morse 1974. Chimarra uncata ingår i släktet Chimarra och familjen stengömmenattsländor. Inga underarter finns listade i Catalogue of Life.